# Константин Попапостолов
Протойерей Константин Попапостолов или Апостолов (изписване до 1945 година: Константинъ попъ Апостоловъ) е български духовник и революционер, деец на Вътрешната македоно-одринска революционна организация.

## Биография
Попапостолов е роден в 1868 година в Крива паланка, в Османската империя, днес Северна Македония. В 1890 година е ръкоположен за свещеник. Попапостолов е член на първия революционен комитет в Крива паланка, който е основан през февруари 1896 година. Арестуван е във връзка с Винишката афера от 1897 година, изтезаван е и лежи в Скопския затвор Куршумли хан. След като излиза от затвора бяга в Княжество България. Попапостолов служи като енорийски свещеник във Враца и София. Той е дългогодишен председател на Паланечкото благотворително дружество „Осогово“. В периода 1913 – 1918 година е председател на държавната комисия по прехраната и настаняването на бежанците в София.
След Първата световна война Попапостолов е деец на македонската емиграция в България. Представител е на Паланечкото братство на Учредителния събор на Съюза на македонските емигрантски организации, проведен в София от 22 до 25 ноември 1918 година. Участва като делегат от Паланечкото благотворително братство в обединителния конгрес на Македонската федеративна организация и Съюза на македонските емигрантски организации от януари 1923 година.
Константин Попапостолов умира на 2 юли 1940 година в София.